# Leptonychotes weddellii
La foca de Weddell (Leptonychotes weddellii) es una especie de mamífero pinnípedo de la familia de los fócidos. Fue nombrada así en honor a Sir James Weddell, comandante de la expedición marina del Reino Unido al mar de Weddell. Viven en grandes manadas y habitan la región circumpolar del hemisferio sur, Antártida. Se estima que había aproximadamente 800 000 individuos en la era prehistórica. Son vistas regularmente en las muchas islas sin hielo de la península Antártica. No es una especie migratoria, y sus movimientos locales son el resultado de cambios en las condiciones del hielo (morfología de las zonas congeladas).

## Características

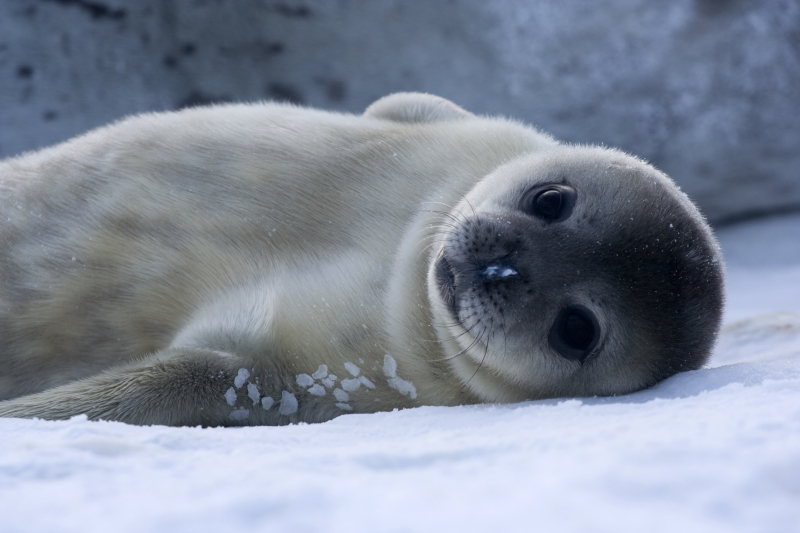
Cría de foca de Weddell.

Estas focas están bien adaptadas al clima frío, con sus grandes capas de grasa recubriendo sus órganos. Los adultos tienen una cubierta de color gris oscuro, salpicada con áreas negras o ligeramente grises. La especie presenta dimorfismo sexual a favor de las hembras, que son más grandes. Los machos miden entre 2,5 y 2,9 metros y las hembras alcanzan los 3,5 m. Pueden pesar entre 400 y 600 kg.

## Comportamiento
Las focas de Weddell son conocidas por sus profundas inmersiones, que pueden llegar a alcanzar 600 metros y pueden contener la respiración aproximadamente 60 minutos, gracias a que existen altas concentraciones de mioglobina en sus músculos.
Dependiendo de la latitud en que se encuentren, estos animales dan a luz entre septiembre y noviembre. Aquellos que viven a una menor latitud dan a luz antes. No son animales muy sociables fuera del agua, incluso llegando a evitar el contacto físico. La copulación solo ha sido observada bajo el agua, donde la hembra es a menudo mordida en el cuello por el macho. Las focas jóvenes tienen pelaje gris las primeras 3 o 4 semanas; luego cambia a un color más oscuro. Las peleas de juego son un comportamiento muy común en estas focas cuando están en crecimiento. Alcanzan la madurez sexual a los 3 años. El color de los adultos es de un café bien oscuro, más claro en la espalda, y con manchas de diferentes tonos, llegando a ser plateadas en el vientre. Los machos usualmente tienen cicatrices, la mayoría de ellas en las aletas traseras y en la región genital.
La foca de Weddell vive más al sur que cualquier otro mamífero, habitando incluso en el estrecho de McMurdo, a solo 1200 kilómetros del polo sur. Estos animales son relativamente mansos y pueden ser encontrados en grandes grupos encima de los hielos cercanos al continente, así que los seres humanos pueden acercarse sin dificultad.

## Presas y depredadores
La dieta de la foca de Weddell consiste en calamares, blénidos antárticos y bacalaos (Dissostichus mawsoni), que llega a pesar hasta 54 kg. Los depredadores de las focas de Weddell incluyen orcas y focas leopardo. Estos animales son también cazados por el hombre como alimento para perros.
Debido al alto número de infecciones parasitarias, los restos de estos animales se utilizan para el estudio de parásitos y las infecciones por vermes. Las focas Weddell regularmente eliminan sus parásitos por medio de la regurgitación.

## Distribución y población

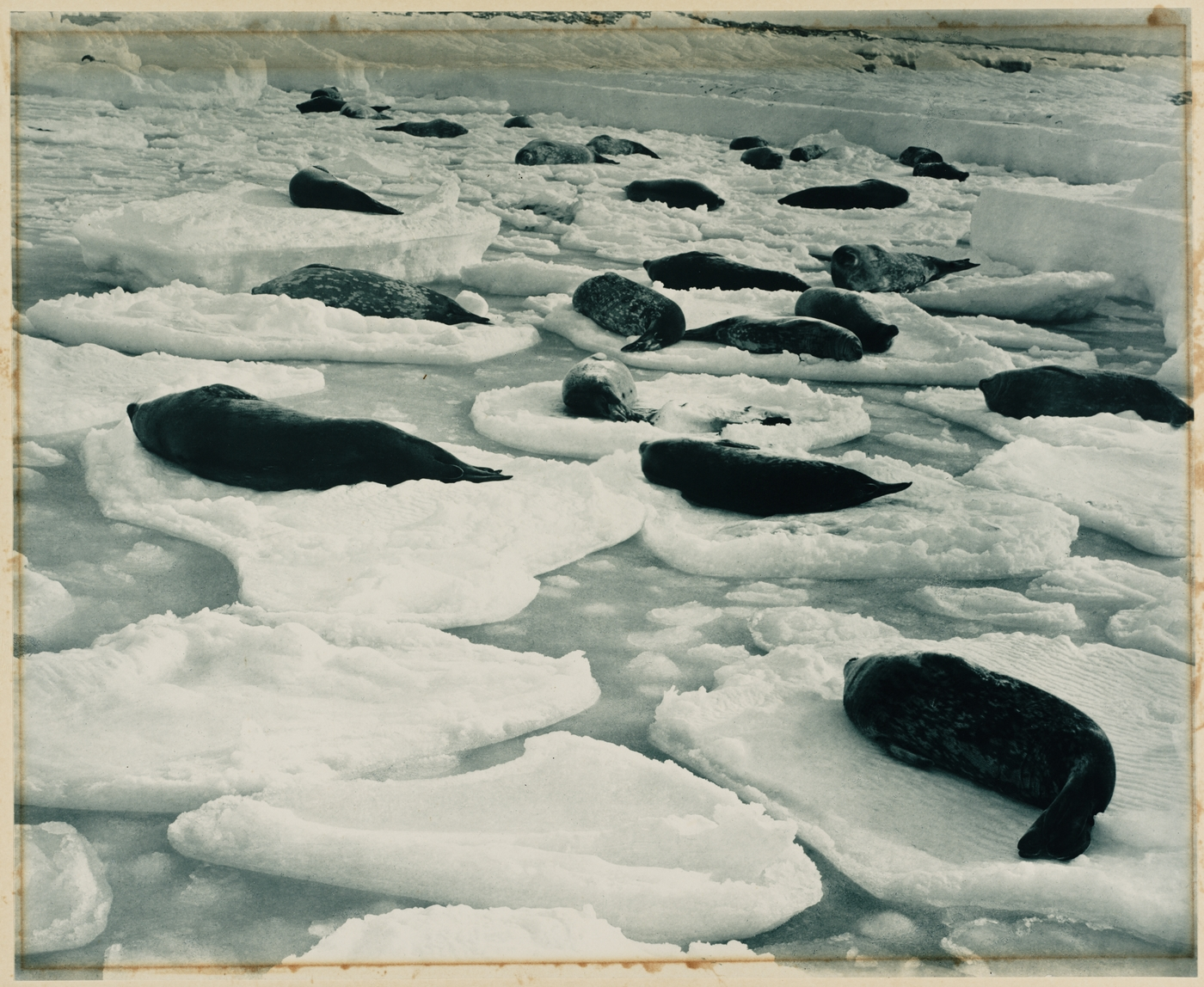
Focas de Weddell descansando sobre témpanos de hielo.

Para 2008 se calculaba una población de entre 500 000 y un millón o más de individuos. Se distribuye ampliamente en toda la región circumpolar sobre los bordes de hielo de la Antártida. Una pequeña población habita durante todo el año en la isla San Pedro (Georgia del Sur). También están presentes en muchas islas a lo largo de la península Antártica que estacionalmente se hacen libres de hielo. Se han reportado animales vagando al norte de la Antártida en Suramérica, Nueva Zelanda y al sur de Australia. En 2008 se incluye dentro de la lista roja de IUCN como especie bajo preocupación menor.

## Protección
Las focas de Weddell están protegidas por el Tratado Antártico y el Convenio para la Conservación de las Focas Antárticas.

## Información general
Se conoce muy poco acerca de las focas de Weddell; solamente se las menciona en dos estudios importantes: uno realizado durante el año 1971 por Stirling, en el que menciona aspectos de su distribución, reproducción, alimentación y amenazas; y el otro es un Tratado de Bioacústica, realizado por Terhune en 1995.
Su dieta es principalmente carnívora; por tanto cumplen un rol importante dentro de las redes tróficas como reguladores de crecimiento poblacional. Pese a tener distribución restringida, son importantes económicamente y están siendo afectadas por problemas de contaminación y cambio climático.